# Ermengol V di Urgell
Ermengol, o Armengol o Ermengardo detto Quello di Mollerussa e anche Quello di Valladolid (ca. 1073, oppure ca. 1078 – Mollerussa, 14 settembre 1102), è stato conte di Urgello dal 1092 e signore consorte di Vallisoleto, dal 1095 fino alla sua morte.

## Origine
Come ci conferma la Historia de los condes de Urgel, Tomo I fu il figlio primogenito ed anche unico figlio del conte di Urgell, Ermengol IV di Gerb e della sua prima moglie, Lucia o Luciana, († ca. 1079), di cui non si conoscono gli ascendenti .
Ermengol IV di Gerb, come ci conferma la Historia de los condes de Urgel, Tomo I, era il figlio primogenito ed unico maschio del conte di Urgell, Ermengol III di Barbastro e della sua prima moglie, Adelaide di Besalú, ( † ca. 1055), figlia del conte di Besalú e Ripoll Guglielmo I ( † 1052) e della moglie, Adelaide ( † dopo il 1036), di cui non si conoscono gli ascendenti.

## Biografia
Secondo le Ex Gestis Comitum Barcinonensium, Ermengol divenne conte di Urgell, alla morte del padre, Ermengol IV, che morì, nel castello di Gerb (oggi nella Comarca di Noguera), nel 1092, dopo ventotto anni di governo di vittorie e di conquiste. La morte di Ermengol IV viene ricordata, nell'anno 1092, anche dal volume XLVI della España Sagrada.
Secondo la Historia de los condes de Urgel, Tomo I, prima del maggio 1095, Ermengol V sposò María Pérez ( † dopo il 1129), figlia del conte di Liébana, Saldaña e Carrión e primo signore di Valladolid, Pedro Ansúrez e della sua seconda moglie, Doña Eylo Alfonso (?-ca.1113) figlia del conte Alfonso Muñoz, e di Aldonza González. Maria, sempre secondo la Historia de los condes de Urgel, Tomo I, portò in dote la signoria di Valladolid.
Ancora secondo la Historia de los condes de Urgel, Tomo I, Ermengol V, dopo essersi imparentato con un nobile molto potente nel regno di Castiglia come Pedro Ansúrez, dopo aver nominato un governatore, col titolo di visconte, della sua contea di Urgell, divenne un fedele servitore della corona di Castiglia, tanto da meritarsi il soprannome di el de Valladolid.
Tra il 1101 ed il 1102 Ermengol V e la moglie, Maria, fecero due donazioni alla chiesa di Santa Maria di Solsona: una, la n° 7 del Diplomatari de l´Arxiu Diocesà de Solsona; la seconda, la n° 17 sempre del Diplomatari de l´Arxiu Diocesà de Solsona.
Nel gennaio del 1102, Ermengol V e la moglie, Maria, secondo la COL·LECCIÓ DIPLOMÀTICA DE SANT PERE D'ÀGER si adoperarono per ridare alla chiesa d'Àger i diritti su alcune proprietà.
Ermengol V morì, combattendo a Mollerussa, il 14 settembre 1102, contro gli Almoravidi e dato che le cronache dell'epoca al luogo dello scontro diedero il nome di Mayeruca, Ermengol V passò alla storia come el de Mayeruca o erroneamente come el de Mallorca. La morte di Ermengol V viene ricordata, nell'anno 1092, anche dal volume XLVI della España Sagrada. Fu sepolto nel monastero di Ripoll.
A Ermengol V, dopo undici anni di governo, succedette il figlio, anche lui di nome Ermengol detto il castigliano.
La moglie, Maria, rimasta vedova, si risposò con un nobile castigliano, di nome Rodrigo a cui dette due figli.

## Discendenza
Ermengol dalla moglie, Maria, ebbe tre (o quattro) figli:
- Ermengol[16](1071/8-1102) conte di Urgell[17];
- Mayor[16], che sposò don Pedro Froyas de Trava[16]
- Stefania[16] ( † dopo il 15 febbraio 1143), che sposò, in prime nozze, Fernando Garces (come viene confermato nel documento n° XXVII dei Documentos de la Iglesia Colegial de Santa María la Mayor de Valladolid[18], figlio illegittimo del re García I di Galizia e cugino della regina di León e Castiglia, Urraca I[19], mentre, in seconde nozze, poi sposò il Signore di Lara e Liebana, il conte Rodrigo Gonzales de Lara , come ci viene confermato dal documenti n° XXX[20] e n° XXXI[21] dei Documentos de la Iglesia Colegial de Santa María la Mayor de Valladolid.
- Teresa[16], che sposò il visconte di Cardona[16].

### Fonti primarie
- (LA) Diplomatari de l´Arxiu Diocesà de Solsona (PDF) (archiviato dall'url originale il 5 marzo 2016).
- (LA) Rerum Gallicarum et Francicarum Scriptores, tome XI.
- (LA) COL·LECCIÓ DIPLOMÀTICA DE SANT PERE D'ÀGER, vol 1° (PDF) (archiviato dall'url originale il 5 marzo 2016)
- (LA) España Sagrada, volume XLVI.
- (LA) Documentos de la Iglesia Colegial de Santa María la Mayor de Valladolid.

### Letteratura storiografica
- Rafael Altamira, La Spagna (1031-1248), in «Storia del mondo medievale», vol. V, 1999, pp. 865–896
- (ES) Historia de los condes de Urgel, Tomo I.